# Тарасино (Ленинградская область)
Тара́сино — деревня в Гатчинском муниципальном округе Ленинградской области.

## История
ТАРАСИНО — деревня принадлежит Ораниенбаумскому дворцовому правлению, число жителей по ревизии: 130 м. п., 142 ж. п. (1838 год)

Согласно карте Ф. Ф. Шуберта в 1844 году деревня Тарасина насчитывала 38 крестьянских дворов.
На этнографической карте Санкт-Петербургской губернии П. И. Кёппена 1849 года она обозначена как деревня «Tarassina», расположенная в ареале расселения ижоры. В пояснительном тексте к этнографической карте она записана как деревня Tarassina (Тарасино) и указано количество её жителей на 1848 год: ижоры — 119 м. п., 130 ж. п., всего 249 человек.

ТАРАСЕНО — деревня Ораниенбаумского дворцового правления, по просёлочной дороге, число дворов — 38, число душ — 114 м. п.(1856 год)

ТАРАСИНА — деревня, число жителей по X-ой ревизии 1857 года: 107 м. п., 125 ж. п.

ТАРАСИНО — деревня Дворцового ведомства при реке Оредеже, число дворов — 43, число жителей: 109 м. п., 132 ж. п.; Часовня православная. (1862 год)

Согласно подворной описи 1882 года:

ТАРАСИНА — деревня Тарасинского общества Глебовской волости
  
домов — 104, душевых наделов — 107,  семей — 51, число жителей — 129 м. п., 145 ж. п.; разряд крестьян — собственники

Согласно материалам по статистике народного хозяйства Лужского уезда 1891 года имение при селении Тарасино принадлежало вдове подполковника Е. М. Вульф, имение было приобретено до 1868 года, кроме того, пустошь Тарасино принадлежала наследникам купца А. Кононова.
В 1900 году, согласно «Памятной книжке Санкт-Петербургской губернии», имение Тарасино площадью 330 десятин принадлежало вдове полковника Елизавете Матвеевне Вульф.
В конце XIX — начале XX века деревня административно относилась к Глебовской волости 1-го стана Лужского уезда Санкт-Петербургской губернии.
Согласно военно-топографической карте Петроградской и Новгородской губерний издания 1915 года деревня называлась Тарасина и насчитывала 38 крестьянских дворов.
Согласно данным переписи населения СССР 1926 года в деревне Тарасино Тарасинского сельсовета Глебовской волости Троцкого уезда проживали 211 человек, большинство ижоры, а также русские, эстонцы и поляки. В 1928 году население деревни также составляло 211 человек.
По данным 1933 года деревня называлась Тарасино и входила в состав Тарасинского сельсовета Оредежского района с административным центром в деревне Нестерково.

План деревни Тарасино. 1937 год

Согласно топографической карте 1937 года деревня насчитывала 60 дворов, в деревне находился брод через реку Оредеж и сельсовет.
C 1 августа 1941 года по 31 января 1944 года находилась в оккупации.
В 1965 году население деревни составляло 15 человек.
По данным 1966, 1973 и 1990 годов деревня Тарасино входила в состав Новинского сельсовета Гатчинского района.
В 1997 году в деревне проживали 2 человека, в 2002 году — 6 человек (все русские), в 2007 году — 4.

## География
Деревня расположена в юго-восточной части района к югу от автодороги 41К-105 (Мины — Новинка).
Расстояние до административного центра поселения, посёлка городского типа Вырица — 40 км.
Расстояние до ближайшей железнодорожной станции Новинка — 15 км.
Деревня находится на правом берегу реки Оредеж, к северо-востоку от станции Новинка.

## Демография
| 1862 | 2007 | 2010 | 2017 |
| ---- | ---- | ---- | ---- |
| 241  | ↘4   | ↗6   | ↘5   |

### Национальный состав
Согласно данным Всероссийской переписи населения 2021 года в деревне проживали 54 человека, из них:
 русские — 53, белорусы — 1 человек.